# Elche
Elche (hiszp. wym. [ˈel.tʃe]), Elx (kat. wym. [ˈɛʎtʃ]) – miasto w Hiszpanii położone między Murcją a Alicante, we wspólnocie autonomicznej Walencji, liczące w 2018 roku 230 625 mieszkańców.
Siedziba klubu piłkarskiego Elche i Uniwersytetu im. Miguela Hernandeza. Miasto słynie z misterium ku czci Matki Bożej wpisanego na listę światowego dziedzictwa UNESCO. Na tej liście znajduje się też istniejący nieprzerwanie od czasów starożytnych największy w Europie gaj palmowy, położony niedaleko stacji kolejowej Elx-Parc. Mieści się ona w przebiegającym pod miastem 5,5 kilometrowym tunelu kolejowej linii Alicante – Murcja. W mieście rozwinął się przemysł spożywczy oraz skórzano-obuwniczy.
Wraz z miastem Alicante tworzy zespół miejski. Według danych hiszpańskiego Ministerstwa Rozwoju tzw. Wielki Zespół Miejski Alicante-Elche (hiszp. Grande Área Urbana) ma 698 662 mieszkańców na powierzchni 683 km², w latach 2001–2011 nastąpił wzrost ludności o 127 724 osób, co stanowi wzrost o 22.4%.

## Mural w Elche
W sierpniu 1991 roku artyści z różnych krajów skupieni wokół artystycznych grup Esbart Zero z Elche oraz Kunst for livet z Danii na betonowym korycie przepływającej przez miasto rzeki Vinalopó namalowali mural. Kręte koryto rzeki a także niezależne projekty i równoległe realizacje sprawiły, że zbiorowe i wielokulturowe dzieło nazwano Proyecto Víbora (Projekt Żmija). Malarska ingerencja w przestrzeń publiczną koryta rzeki trafiła do Księgi Rekordów Guinnessa jako "Największy na świecie mural", mierzący 1200 metrów długości i 14 szerokości, 16800 metrów kwadratowych.
Od samego początku projekt Żmija był elementem łączącym dwie części miasta przedzielonego rzeką oraz ważnym miejscem oferującym uczestnictwo dla wszystkich artystów i ogółu społeczeństwa. Projekt Víbora stał się dziełem o charakterze sztuki demokratycznej i jednocześnie efemerycznej.
Dwadzieścia trzy lata później, w pierwszym tygodniu sierpnia 2014 r., przy współpracy grupy PornicStars i innych artystów miejskich z Elche zrealizowano Projekt Żmija II. Dzięki nowym odcinkom skanalizowanego koryta rzeki jego długość wyniosła aż 2700 metrów (prawie 38 tysięcy metrów kwadratowych). Lecz nie długość była zasadniczą różnicą pomiędzy pierwszą "żmiją" a drugą, był nią większy udział społeczeństwa w tym drugim projekcie. Jego realizacja była przepięknym, jedynym w swoim rodzaju spektaklem: ponad 1500 osób, uznanych artystów i zwykłych zjadaczy chleba jednocześnie tworzyło przez kilka dni swoje wizje. Z mostów i brzegów rzeki przyglądało się temu tysiące widzów, mieszkańców miasta i turystów.
Projekt Víbora II można oglądać spacerując korytem rzeki Vinalopó, będącej  miejską galerią sztuki, lub też z jej brzegów oraz licznych mostów rozpiętych nad nią.  Jest on też źródłem dydaktycznym dla edukacji artystycznej.
Większą część roku korytem rzeki płynie wąski strumyk, tylko przez kilka dni w miesiącach zimowych jest to rwąca, potężna rzeka. Dlatego mural jest względnie trwały choć jednak efemeryczny. Planuje się, że będzie zmieniany co pięć lat.

## Miasta partnerskie
- Jaca, Hiszpania
- Oran, Algieria
- Subotica, Serbia
- Tuluza, Francja

## Galeria

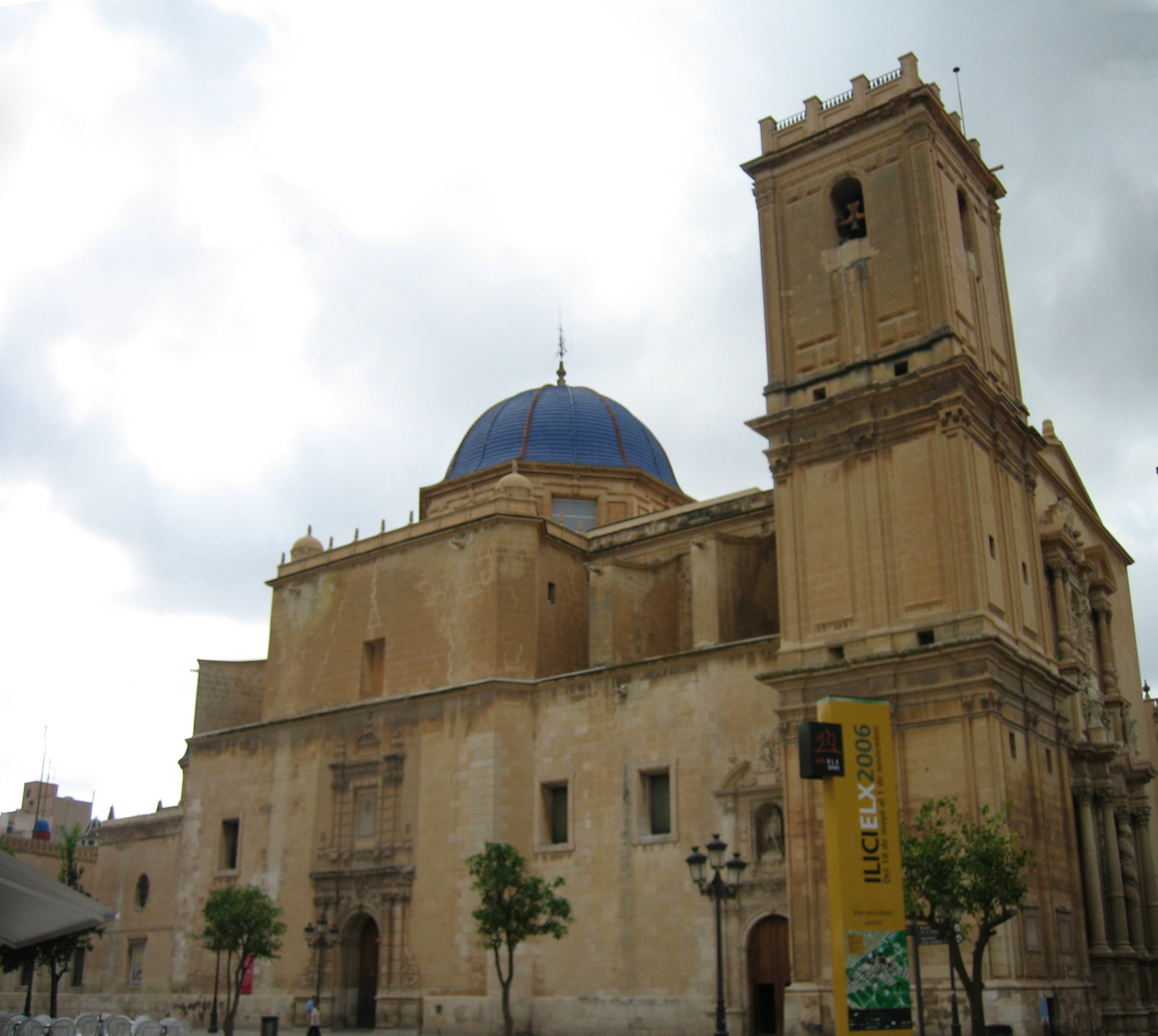
Bazylika
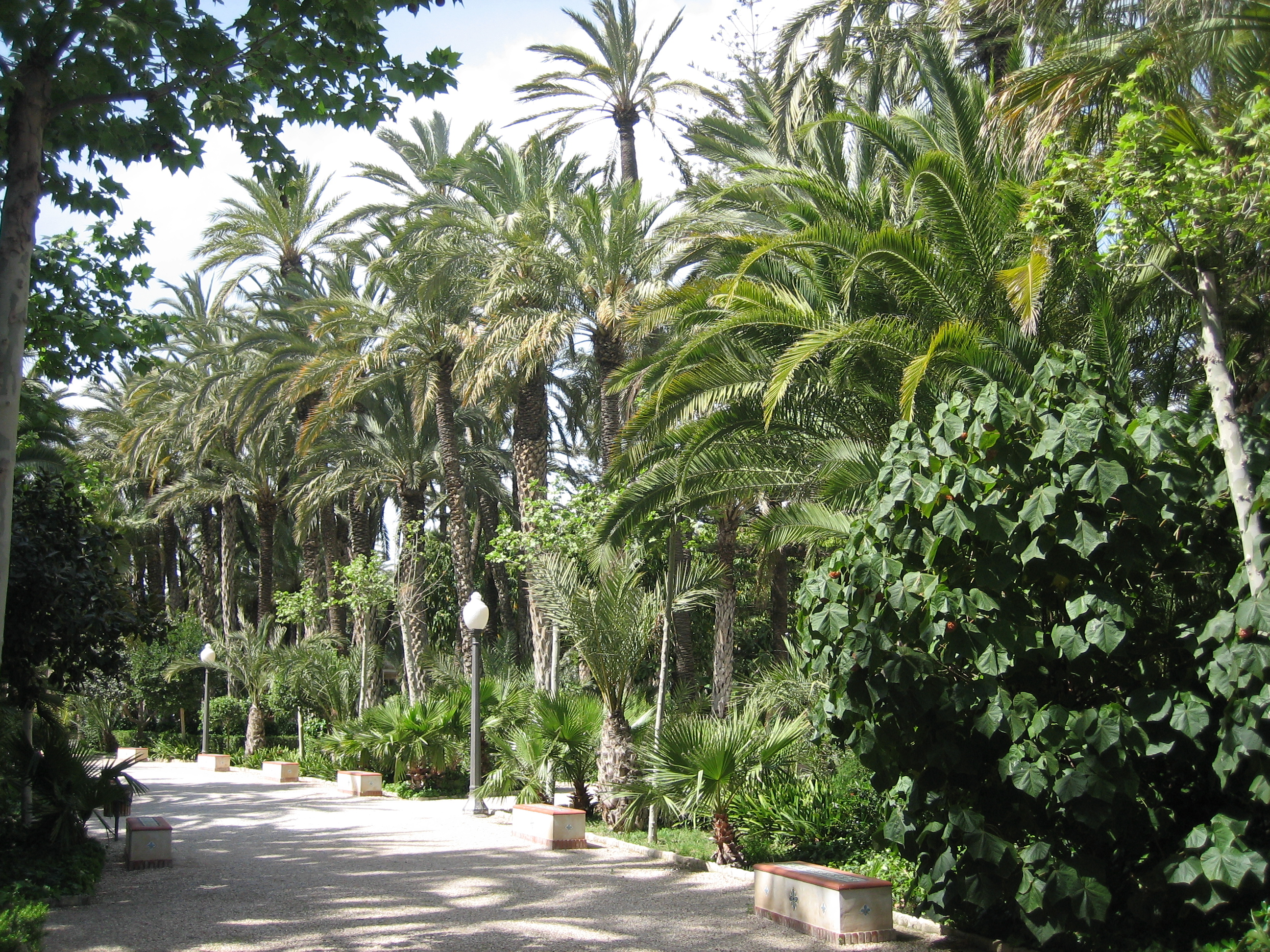
Gaj palmowy
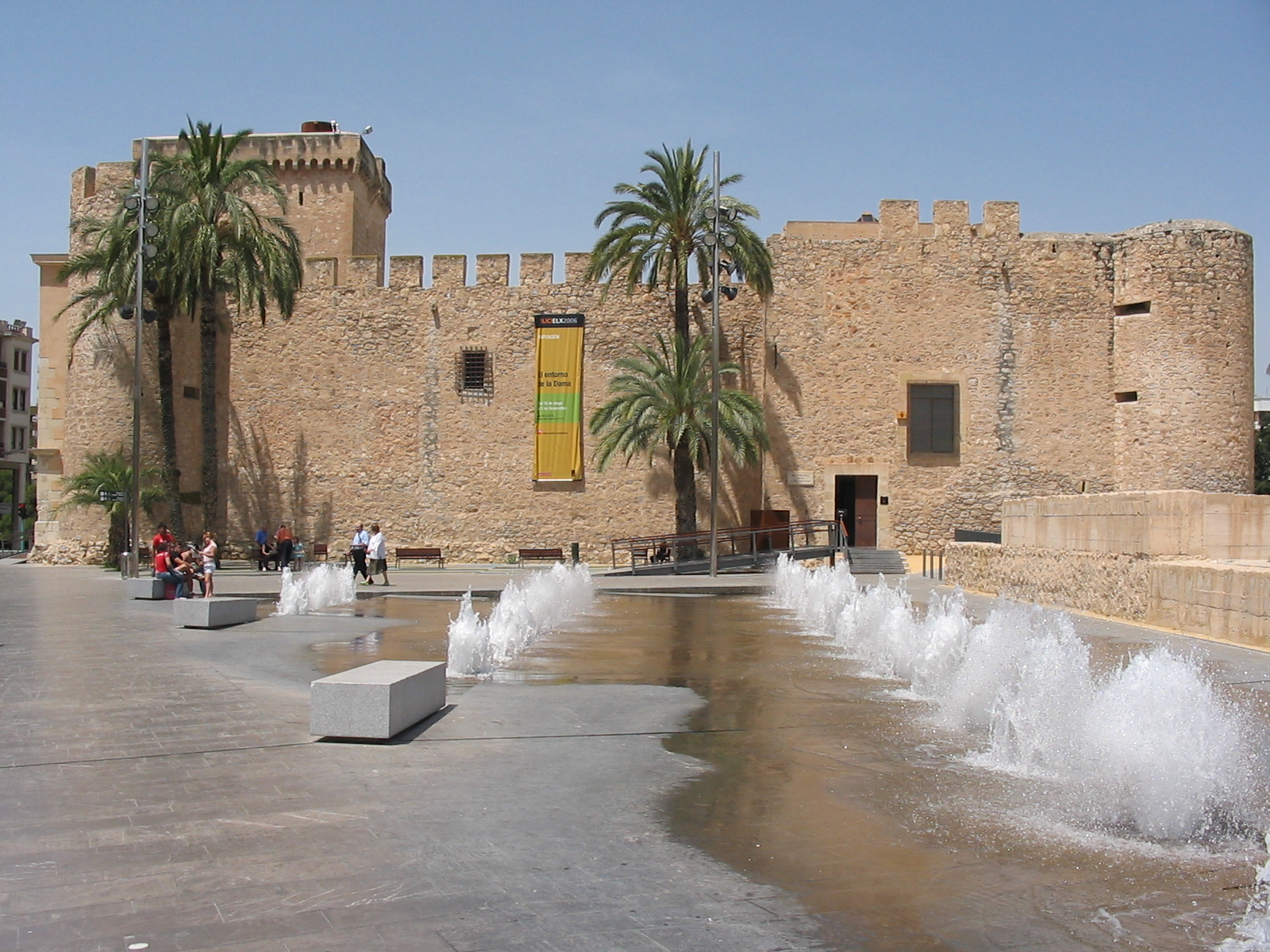
Pałac Altamira
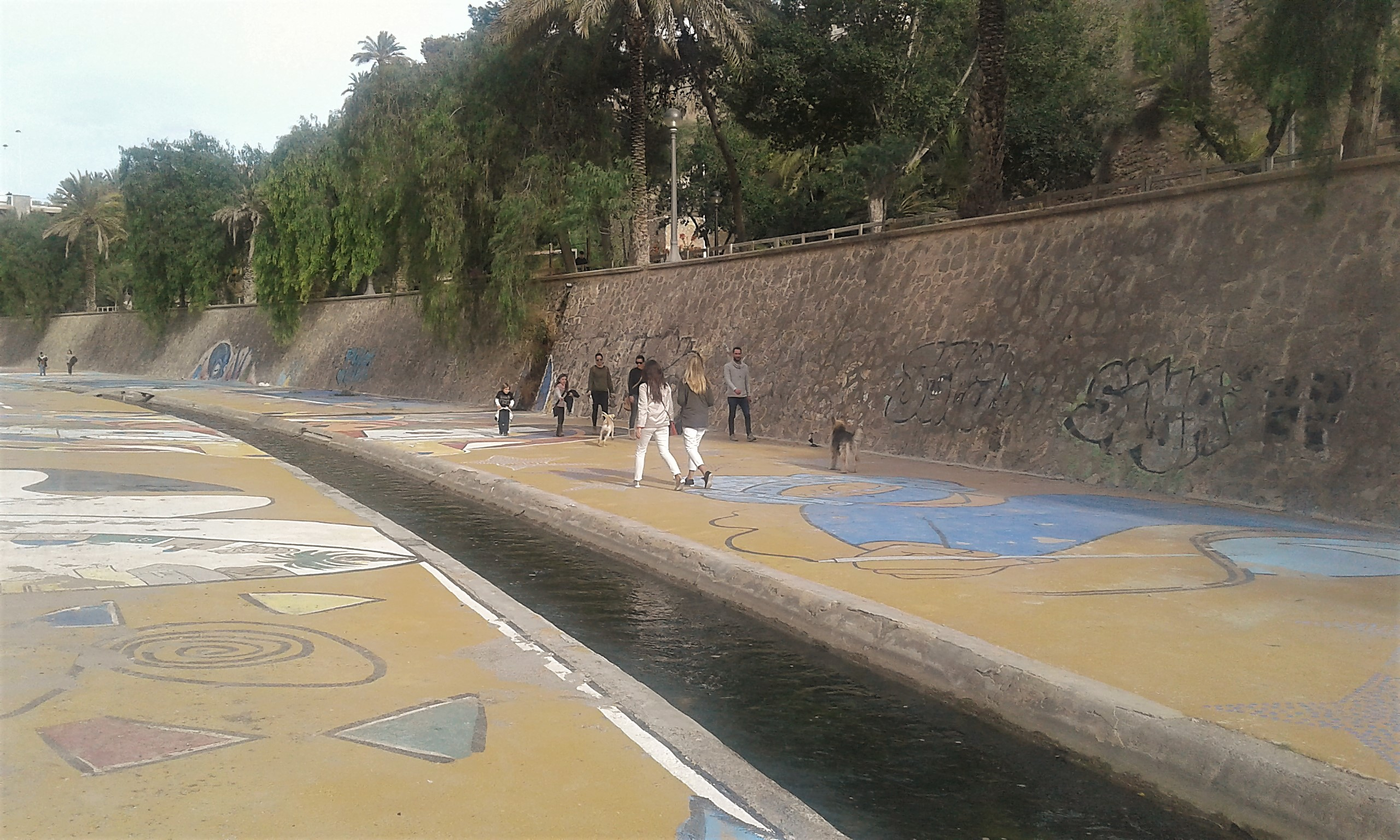
Mural – spacer korytem Vinalopó
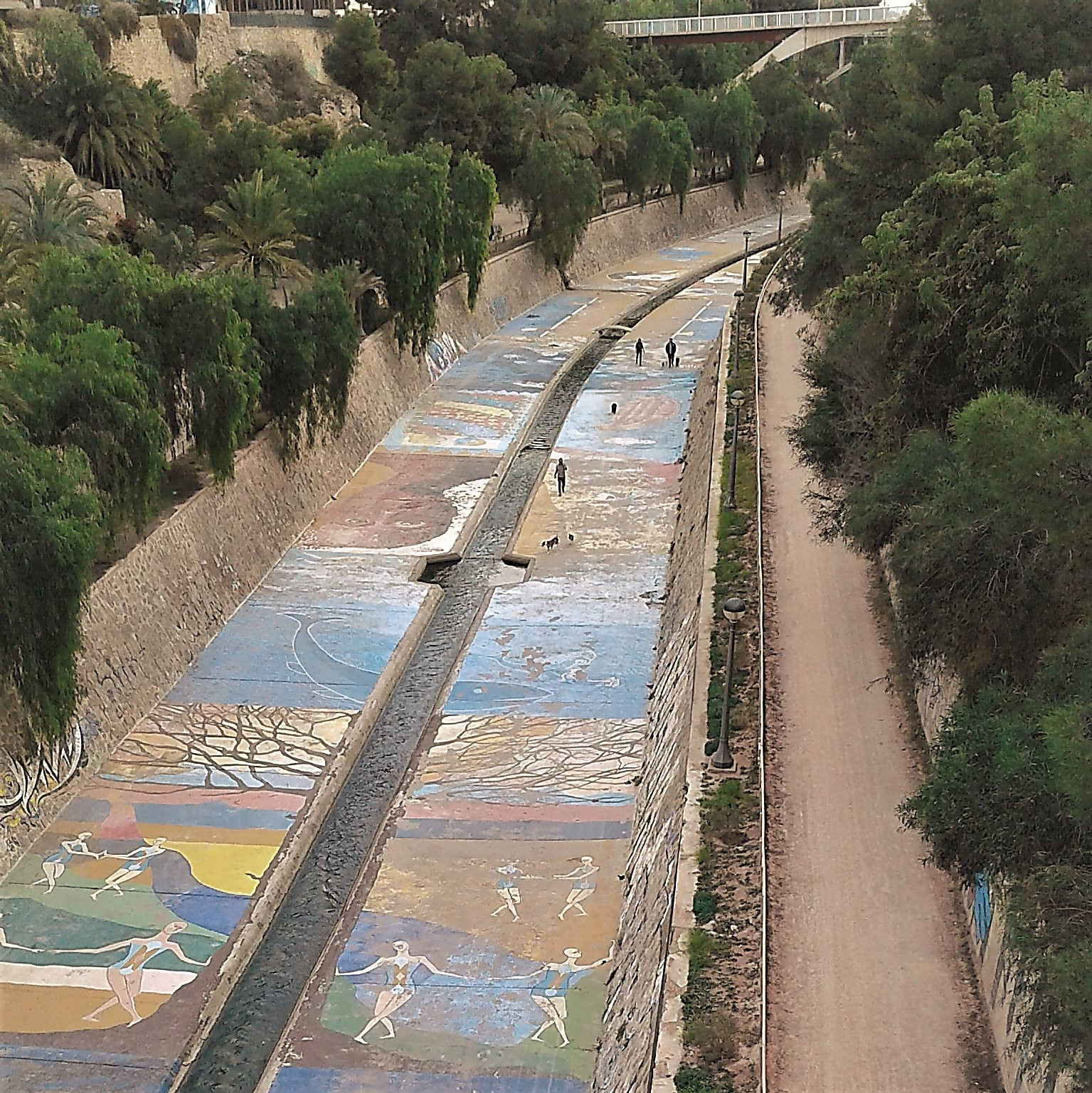
Mural – widok z mostu